# Alexander Tamir
Alexander Tamir (Vilnius, 2 aprile 1931 – Gerusalemme, 15 agosto 2019) è stato un pianista e compositore lituano, naturalizzato israeliano, di origini ebraiche, superstite dell'Olocausto. Autore a 11 anni di uno dei più famosi canti dell'Olocausto, nel dopoguerra forma con Bracha Eden un duo pianistico di fama internazionale per divenire quindi professore al Conservatorio di Gerusalemme.

## Biografia
Alek Volkovisky (questo il suo nome alla nascita) nacque a Vilnius in Lituania da un'agiata famiglia ebraica. Cominciò giovanissimo a studiare musica e per quanto possibile continuò a farlo anche quando durante l'Olocausto si trovava con la famiglia rinchiuso nel ghetto di Vilnius. All'inizio del 1943, ancora undicenne, compose la musica di quello che sarebbe divenuto uno dei canti più celebri dell'Olocausto, Shtiler, shtiler (Ponar). Il ragazzo era già conosciuto per il suo talento come pianista e come autore della musica di altre canzoni. Shtiler, Shtiler, su testo in yiddish di Shmerke Kaczerginski, è una lamentazione-denuncia dei massacri di Ponary, dove la maggior parte della popolazione ebraica di Vilnius (circa 70.000 persone) veniva condotta a morire, uccisa a colpi di mitraglia e sepolta in fosse comuni. La composizione venne eseguita per la prima volta a Vilnius il 6 marzo 1943 in occasione di un concorso musicale organizzato nel teatro del ghetto; al pianoforte è lo stesso giovane compositore.
Inviato con la madre in un campo di concentramento alla liquidazione del ghetto di Vilnius, Alek Volkoviski fu tra i pochi scampati ai massacri. Finita la guerra, emigrò in Israele, cambiando il suo nome in Alexander Tamir e proseguendo i suoi studi musicali con Alexander Schroeder presso il Conservatorio di Gerusalemme. Dal 1952 forma con Braca Eden un duo pianistico, destinato a un lungo successo. Dopo in Israele nel 1954, apparvero a New York (1955) e a Roma (1956), vincendo il Concorso di Vercelli del 1957. Da allora si esibirono in Israele e internazionalmente, sia da soli che come solisti in grandi orchestre, e incidono numerosi dischi e, negli anni sessanta, parteciparono a documentari e programmi televisivi. Divennero entrambi professori al Conservatorio di Gerusalemme, partecipando attivamente alla vita musicale israeliana. 
Famosi per la loro abilità artistica e il loro virtuosismo, il duo ha dato un contributo importante alla ripresa delle opere per due pianoforti e duetto per pianoforte. Tra le loro registrazioni vi sono le opere complete per due pianoforti e pianoforte a coda di Mozart, Schubert e Rachmaninoff, e opere di Bach, Brahms, Debussy, Ravel, Bartók e Poulenc. Hanno eseguito la prima americana delle Paganini Variations di Witold Lutosławski (1955) e, su suggerimento dello stesso Igor' Fëdorovič Stravinskij, sono stati i primi a eseguire e registrare nel 1968 la versione per pianoforte a coda di La sagra della primavera. Tamir ha realizzato diverse trascrizioni per duo e duetto di pianoforte e ha scritto alcuni lavori per duo di pianoforti. Tra i molti riconoscimenti ricevuti dal duo vi è anche il prestigioso Grand Prix du Disque.
Per lungo tempo, contando anche sul cambiamento del cognome, Tamir ha mantenuto un completo silenzio e anonimato riguardo alla sua esperienza di superstite dell'Olocausto, tornando solo da anziano a ripercorre la propria vicenda in due documentari, Ponar (2002) e The Songs They Sang (2010), ai quali per la prima volta affida i propri ricordi d'infanzia.
È morto a Gerusalemme nel 2019.